# Canton de Salvagnac
Le canton de Salvagnac est une ancienne division administrative française, située dans le département du Tarn en région Midi-Pyrénées.

## Géographie
Ce canton était organisé autour de Salvagnac dans l'arrondissement d'Albi. Son altitude variait de 116 m pour Montvalen à 280 m pour Salvagnac, avec une moyenne de 206 m.

## Histoire
- De 1833 à 1848, les cantons de Lisle-sur-Tarn et de Salvagnac avaient le même conseiller général. Le nombre de conseillers généraux était limité à 30 par département[1].

- Le canton est supprimé par le décret du 17 février 2014 qui entre en vigueur lors des élections départementales de mars 2015[2]. Il est englobé dans le canton de Vignobles et Bastides.

## Composition
Le canton de Salvagnac comprenait huit communes et comptait 3 161 habitants, selon la population municipale au 1er janvier 2012.
| Nom                    | Code Insee | Intercommunalité                  | Superficie (km2) | Population (dernière pop. légale) | Densité (hab./km2) |
| ---------------------- | ---------- | --------------------------------- | ---------------- | --------------------------------- | ------------------ |
| Beauvais-sur-Tescou    | 81024      | CA Gaillac Graulhet Agglomération | 12,10            | 336 (2014)                        | 28                 |
| Montdurausse           | 81175      | CA Gaillac Graulhet Agglomération | 15,92            | 379 (2014)                        | 24                 |
| Montgaillard           | 81178      | CA Gaillac Graulhet Agglomération | 14,95            | 412 (2014)                        | 28                 |
| Montvalen              | 81185      | CA Gaillac Graulhet Agglomération | 11,73            | 220 (2014)                        | 19                 |
| Saint-Urcisse          | 81272      | CA Gaillac Graulhet Agglomération | 12,05            | 212 (2014)                        | 18                 |
| Salvagnac              | 81276      | CA Gaillac Graulhet Agglomération | 33,41            | 1 160 (2014)                      | 35                 |
| La Sauzière-Saint-Jean | 81279      | CA Gaillac Graulhet Agglomération | 15,82            | 266 (2014)                        | 17                 |
| Tauriac                | 81293      | CA Gaillac Graulhet Agglomération | 9,92             | 324 (2014)                        | 33                 |

## Représentation

### Conseillers généraux de 1833 à 2015
| Période | Période             | Identité                     | Étiquette        | Qualité |
| ------- | ------------------- | ---------------------------- | ---------------- | --- |
| 1833    | 1834 (annulation)   | Joseph Rigal                 |                  | Médecin en chef de l'hôpital, maire de Gaillac                                                                    |
| 1834    | 1835 (invalidation) | Félix Vialas                 |                  | Homme de loi, agent national près le district de Gaillac Président du Tribunal civil, membre du conseil municipal |
| 1835    | 1848                | Joseph Rigal                 |                  | Médecin en chef de l'hôpital, maire de Gaillac                                                                    |
| 1848    | 1852                | Charles Imbert de Corneilhan |                  | Propriétaire à Saint-Urcisse                                                                                      |
| 1852    | 1870                | Sylvain Murat                | Droite           | Notaire, maire de Salvagnac                                                                                       |
| 1870    | 1871                | Danau Marty                  |                  | Maire de Salvagnac (1870-1871)                                                                                    |
| 1871    | 1880                | Sylvain Murat                | Droite           | Maire de Salvagnac (1871-1884)                                                                                    |
| 1880    | 1886                | Victor Doat                  | Républicain      | Propriétaire à Albi                                                                                               |
| 1886    | 1890 (décès)        | Henry de Martin de Viviès    | Droite Royaliste | Officier de marine Maire de Saint-Urcisse (1869-1890)                                                             |
| 1890    | 1922 (décès)        | Ludovic Laville              | Républicain      | Commissionnaire en vins à Gaillac Maire de Rivières                                                               |
| 1923    | 1939 (décès)        | Emile Gieudes                | Rad.             | Notaire, Maire de Saint-Urcisse                                                                                   |
| 1939    | 1940                | François Gary                | Rad.             | Médecin, conseiller municipal de Salvagnac Nommé conseiller départemental en 1942                                 |
|         |                     |                              |                  | |
| 1945    | 1973                | François Gary                | Rad.             | Médecin, conseiller municipal de Salvagnac                                                                        |
| 1973    | 1985                | Marceau Pélegry              | PS               | Professeur Maire de Salvagnac (1965-1971)                                                                         |
| 1985    | 1992                | René Ancilotto               | DVD              | Médecin à Salvagnac                                                                                               |
| 1992    | 1998                | Jean-Claude Pradier          | RPR              | Cadre bancaire, adjoint au Maire de Salvagnac                                                                     |
| 1998    | 2015                | Georges Paulin               | DVG              | Commerçant - Maire de Montdurausse depuis 1989 Vice-président du Conseil général                                  |

### Conseillers d'arrondissement (de 1833 à 1940)
Le canton de Salvagnzc appartenait à l'arrondissement de Gaillac jusqu'à sa disparition en 1926.
| Période      | Période | Identité                      | Étiquette   | Qualité |
| ------------ | ------- | ----------------------------- | ----------- | --- |
| 1833         | 1845    | Jacques Antoine Lauzeral      |             | Arpenteur, maire de Saint-Urcisse                                                                           |
| 1845         | 1848    | Victor Mathieu                |             | Propriétaire à Salvagnac                                                                                    |
| 1848         |         | François Caminade (1796-1870) |             | Géomètre à Salvagnac                                                                                        |
|              |         |                               |             | |
| 1883         | 1895    | M. Gary                       | Droite      | Expert-géomètre à Salvagnac                                                                                 |
| 1895         |         | Philéon Quercy                | Républicain | Propriétaire à Salvagnac, suppléant du juge de paix                                                         |
|              |         |                               |             | |
| 18 mars 1923 | 1925    | Honoré Taillefer              | Radical     | Maire de Salvagnac                                                                                          |
| 1925         | 1931    | M. Puech                      | Radical     | |
| 1931         | 1940    | Georges Lauzeral              | Radical     | |
| 1940         |         |                               |             | Les conseils d'arrondissement ont été suspendus par la loi du 12 octobre 1940 et n'ont jamais été réactivés |

## Démographie
| 1962  | 1968  | 1975  | 1982  | 1990  | 1999  | 2006  | 2012  |
| ----- | ----- | ----- | ----- | ----- | ----- | ----- | ----- |
| 2 615 | 2 721 | 2 342 | 2 269 | 2 208 | 2 432 | 2 724 | 3 161 |